# George Sofronie
Sofronie George (n. 23 aprilie 1901, Timișești, Neamț -m. 4 aprilie 1961, București) este părintele   conceptului  de națiune, stat național și unitate europeană în dreptul Internațional de la începutul secolului al XX-lea, s-a născut la 23 aprilie 1901, în comuna Timișești, județul Neamț (fostul județ Baia)

## Studii
Studiile secundare le-a urmat la Liceul Internat din Iași. Licențiat al Facultății de Drept din Iași (1922). Licențiat al Facultății de Litere din Iași (1923). Doctor în drept al Universității din București, cu teza Principiul naționalităților în dreptul internațional public (1926). Bursier al Fundației Rockefeller la Institutul de înalte Studii Internaționale de la Geneva și la Institutul de Drept Internațional de la Paris (1926-1927).

## Carieră
Pe parcursul perioadei orădene a fost: profesor de istorie și drept la Liceul „Emanuil Gojdu" din Oradea (1923-1928), prefect al județului Bihor (1931), primar de Oradea (1931-1932),   Din anul 1934 devine membru al Ligii Antirevizioniste- filiala Oradea cu sediul în Casa Națională.

Cariera didactică universitară a început la Facultatea de Drept din Oradea ca profesor agregat(1931-1934) apoi ca profesor titular. În anul 1934  în care Facultatea de Drept din Oradea a fost asimilată de  Facultatea de Drept din Cluj, a rămas decan  al Facultății de Drept din Cluj (1935-1946).
Consilier permanent la Consiliul Legislativ (1946-1948).
Director adjunct la Biblioteca Centrală Universitară din București (1948-1952)
Decan la Facultatea  de Științe comerciale din București (1952-1961).
Membru al Academiei de Științe Morale și Politice. 
Decorat cu Ordinul "Coroana României"
În anul 1932 a fost decorat, la propunerea ministrului sănătății dr.I. Cantacuzino cu ” Crucea Meritul Sanitar Clasa I” 
În perioada interbelică intră și în politică, devenind membru al Partidului Naționalist Democrat a lui Nicolae Iorga, fiind ales între anii 1930-1931, deputat și secretar al Camerei Deputaților. 

## Activitate
- În intervenția sa din 26 martie 1932, Gheorghe Sofronie, consideră legea de reorganizare a învățământului superior românesc „o mare necesitate”, criteriul științific de recrutare al profesorilor trebuind să predomine, astfel încât, prin el „să se dovedească continuitatea de cercetare la candidați, și nu apelul la memorie și cunoștințe înmagazinate.[6]
- Face parte dintre juriștii români care au fost recunoscuți în forurile internaționale pentru meritele lor în dezvoltarea dreptului internațional.[7]
- În anul 1934, George Sofronie pleda pentru modificarea Constituției din 1923, în sensul integrării în cuprinsul ei, a normelor acceptate de drept internațional.[8][9]
- George Sofronie a sintetizat procedurile Conferinței de Pace de la Paris (1919-1920): tratatul politic urmat de tratatul tehnic, apoi de intrarea în acțiune a comisiilor de demarcare.[10]
- Prof. G. Sofronie a tipărit în editura ziarului „Universul " în ediție franceză și engleză, lucrarea premiată și tipărită în anul precedent în românește, despre „Principiul naționalităților în tratatele de pace din 1919/20". (p.17)[11]
- Prof. Gheorghe Sofronie, a participat ca membru delegat al grupului român la a X- a sesiune a „Conferinței permanente de înalte studii internaționale" care a avut loc la Paris între 28 Iunie și 3 I u l i e 1937. (p.19)[11]

## Teorii relevante
- Fundamentarea juridică a frontierelor statelor .[12]
- Necesitatea recunoașterii "principiului naționalităților, substanță însăși a statului, ca unul dintre elementele fundamentale ale dreptului internațional",[13]
- Probleme de securitate diplomatică a României, în speță clauze referitoare la drepturile României, dreptului păcii, cutumelor războiului terestru, maritim și aerian.[13]
- Adept al argumentelor de ordin diplomatic a enunțat necesitatea stabilirii unui echilibru între drepturile minorităților și protejarea statului național.[13]

## Cărți publicate
- George Sofronie, Dobrogea (considerațiuni istorice), Tipografia Diecezană, Oradea, 1928,
- Protecțiunea minorităților de rasă, de limbă și de religie sub regimul Societății Națiunilor : studiu de drept internațional public și privat. Oradea : Casa națională a județului Bihor, 1930.
- Tratatul de la Lateran (11 Februarie 1929) și statutul internațional al papalității; studiu de drept internațional și istorie diplomatică. Oradea, Tipografia și litografia românească, 1931.
- Principiul naționalitǎților in tratatele de pace din 1919-1920: frontierele României sunt intangibile pe baza principiului naționalitǎților : netemeinicia acțiunii revizioniste maghiare . Editura ziarului ”Universul ”, București 1936 (7 ediții publicate  între  1936 și 1999  în 9 biblioteci din lume)
- Contribuții la cunoașterea Societăței Națiunilor.București,1927
- Principiul naționalităților în dreptul internațional public .București: Atelierele graficie "Cultura națională", 1929
- Securitatea internationala by George Sofronie( Book ) 3 editions published in 1933 in Romanian and held by 3 libraries worldwide
- Les antécédents diplomatiques de l'Acte de Vienne [du 30 aoűt 1940] .Sibiu: Centrul de Studii și Cercetări Privitoare la Transilvania, 1945.
- La Position internationale de la Roumanie.București : Centre de hautes études internat., 1938
- Raymond Poincaré și Louis Barthou, constructori ai nouii ordini internaționale by George Sofronie( Book ), 3 editions published in 1935 in Romanian and other languages  and held by 3 libraries worldwide
- Dreptul statului de a declara războiu by George Sofronie( Book ) 2 editions published in 1933 in French and Romanian and held by 2 libraries worldwide
- La procédure en matière de protection des minorités, devant la Société des Nations by George Sofronie( Article ) .Craiova.Ramuri, 1931 . 1 edition published in 1978  and held by 1 library worldwide
- Tratatul de la Trianon (din 4 junie 1920) și acțiunea revizionistă by George Sofronie( Book ) 1 edition published in 1934 in Romanian and held by 1 library worldwide